# Grand Prix automobile d'Espagne 2024
GP précédent GP suivant
Le Grand Prix automobile d'Espagne 2024 (Formula 1 AWS Gran Premio de España 2024), disputé le 23 juin 2024 sur le circuit de Barcelone, est la 1111e épreuve du championnat du monde de Formule 1 courue depuis 1950. Il s'agit de la cinquante-quatrième édition du Grand Prix d'Espagne comptant pour le championnat du monde de Formule 1 et de la dixième manche du championnat 2024. L'épreuve se dispute pour la trente-quatrième fois depuis 1991 sur le circuit catalan (contre neuf fois à Jarama, cinq fois à Jerez et quatre fois au Parc de Montjuïc). Après une légère modification en 2021 (resurfaçage du virage no 10 transformé en courbe rapide), la chicane des virages no 14 et 15 avant la ligne droite des stands est supprimée ; le tracé retrouve ainsi son développement antérieur à 2007, qui correspond à celui du Grand Prix moto de Catalogne.
Lando Norris confirme la forme actuelle des McLaren MCL38 en surprenant Max Verstappen lors des qualifications : lors de sa deuxième tentative en Q3, il le bat de vingt millièmes de seconde pour réaliser la deuxième pole position de sa carrière, après celle obtenue à Sotchi en 2021. Derniers pilotes à réaliser un temps, les pilotes Mercedes, Lewis Hamilton et George Russell, se partagent la deuxième ligne, séparés par deux millièmes de seconde. Les écarts sont tout aussi faibles pour devancer les Ferrari de Charles Leclerc, cinquième, et de Carlos Sainz qui s'élancent de la troisième ligne. Pour la première fois de la saison, les deux Alpine atteignent la dernière phase qualificative : Pierre Gasly part septième, sur la quatrième ligne, devant Esteban Ocon. En cinquième ligne, Oscar Piastri, qui n'a pas établi de temps en Q3, et Fernando Alonso, éliminé en Q2, sont neuvième et dixième à la suite de la pénalité infligée à Sergio Pérez, auteur du huitième temps, qui recule de trois places.
Max Verstappen remporte sa septième victoire de la saison, la soixante-et-unième de sa carrière, là où, huit ans plus tôt, il a gagné sa première. S'il ne domine pas autant qu'en 2022 et surtout 2023, il gagne sans trop de difficultés : sans creuser un écart abyssal sur la concurrence, il maîtrise tout du long Lando Norris, qui termine à deux secondes et s'affirme désormais comme son principal rival, et qui de l'avis du vainqueur comme du sien, avait, sur la piste catalane, « la voiture la plus rapide du plateau ». Lewis Hamilton monte sur son premier podium de la saison, le 198e de sa carrière et établit un nouveaux record de dix-huit saisons consécutives avec au moins une place parmi les trois premiers. Parti quatrième, George Russell finit à la même place, juste devant Charles Leclerc et Carlos Sainz, sixième. 
À l'extinction des feux, Russell bondit de son quatrième emplacement sur la grille et enroule le premier virage par l'extérieur pour en ressortir en tête devant Verstappen et Norris qui rate son envol. Au bout de deux tours, le leader du championnat prend le commandement et commence à s'échapper. Dans une course à deux arrêts pour chacun, la bagarre fait rage à tous les étages pour les meilleures places, notamment entre les pilotes Ferrari, et entre Russell et Hamilton. Lorsque les stratégies s'affinent, Norris, qui paye son départ raté, choisit de décaler son arrêt. Deuxième à partir du quinzième tour quand Russell rentre au stand, il effectue un premier relais plus long de six tours que son rival néerlandais, mais rien n'y fait. Alors que Pérez peine autour de la neuvième place durant la majeure partie de l'épreuve, la RB20 reste redoutable entre les mains de Verstappen qui ne ménage pas ses efforts. En fin de course, sur le dernier relais, Norris se rapproche et obtient le point bonus du meilleur tour dans sa 51e boucle, Hamilton double Russell pour accéder au podium, Leclerc dépasse Sainz pour la cinquième place et revient sur Russell tandis que Piastri remonte jusqu'au septième rang. Pérez, en dépassant Gasly, s'adjuge la huitième place dans le dernier tour ; les deux Alpine finissent dans les points, comme à Montréal, avec l'unité restante pour Ocon. 
Lando Norris, avec 150 points, est désormais le nouveau dauphin de Max Verstappen qui mène le championnat avec 209 points. Charles Leclerc (148 points) recule à la troisième place, Carlos Sainz (116 points) reste quatrième devant Sergio Pérez (111 points). Oscar Piastri (87 points) et George Russell (81 points) se suivent de près devant Lewis Hamilton (70 points). Fernando Alonso (41 points) est neuvième, suivi par Yuki Tsunoda (19 points). Chez les constructeurs, Red Bull (330 points) possède 60 unités d'avance sur Ferrari (270 points), talonné par McLaren (237 points). Mercedes (151 points) occupe la quatrième place devant Aston Martin (58 points), Racing Bulls (28 points), Alpine (8 points), qui passe devant Haas et Williams (2 points). Après dix courses, Kick Sauber ne compte toujours aucun point.

## Pneus disponibles
| Pneus pour piste sèche | Pneus pour piste sèche | Pneus pour piste sèche | Pneus pluie    | Pneus pluie |
| ---------------------- | ---------------------- | ---------------------- | -------------- | ----------- |
| Durs (Type C1)         | Medium (Type C2)       | Tendres (Type C3)      | Intermédiaires | Pluie       |

## Essais libres

### Première séance, le vendredi de 13 h 30 à 14 h 30
| Pos. | Pilote           | Voiture             | Chrono         | Écart     |
| ---- | ---------------- | ------------------- | -------------- | --------- |
| 1    | Lando Norris     | McLaren-Mercedes    | 1 min 14 s 228 |           |
| 2    | Max Verstappen   | Red Bull-Honda RBPT | 1 min 14 s 252 | + 0 s 024 |
| 3    | Carlos Sainz Jr. | Ferrari             | 1 min 14 s 572 | + 0 s 344 |
| 4    | George Russell   | Mercedes            | 1 min 14 s 614 | + 0 s 386 |
| 5    | Sergio Pérez     | Red Bull-Honda RBPT | 1 min 14 s 692 | + 0 s 464 |
| 6    | Oscar Piastri    | McLaren-Mercedes    | 1 min 14 s 867 | + 0 s 639 |

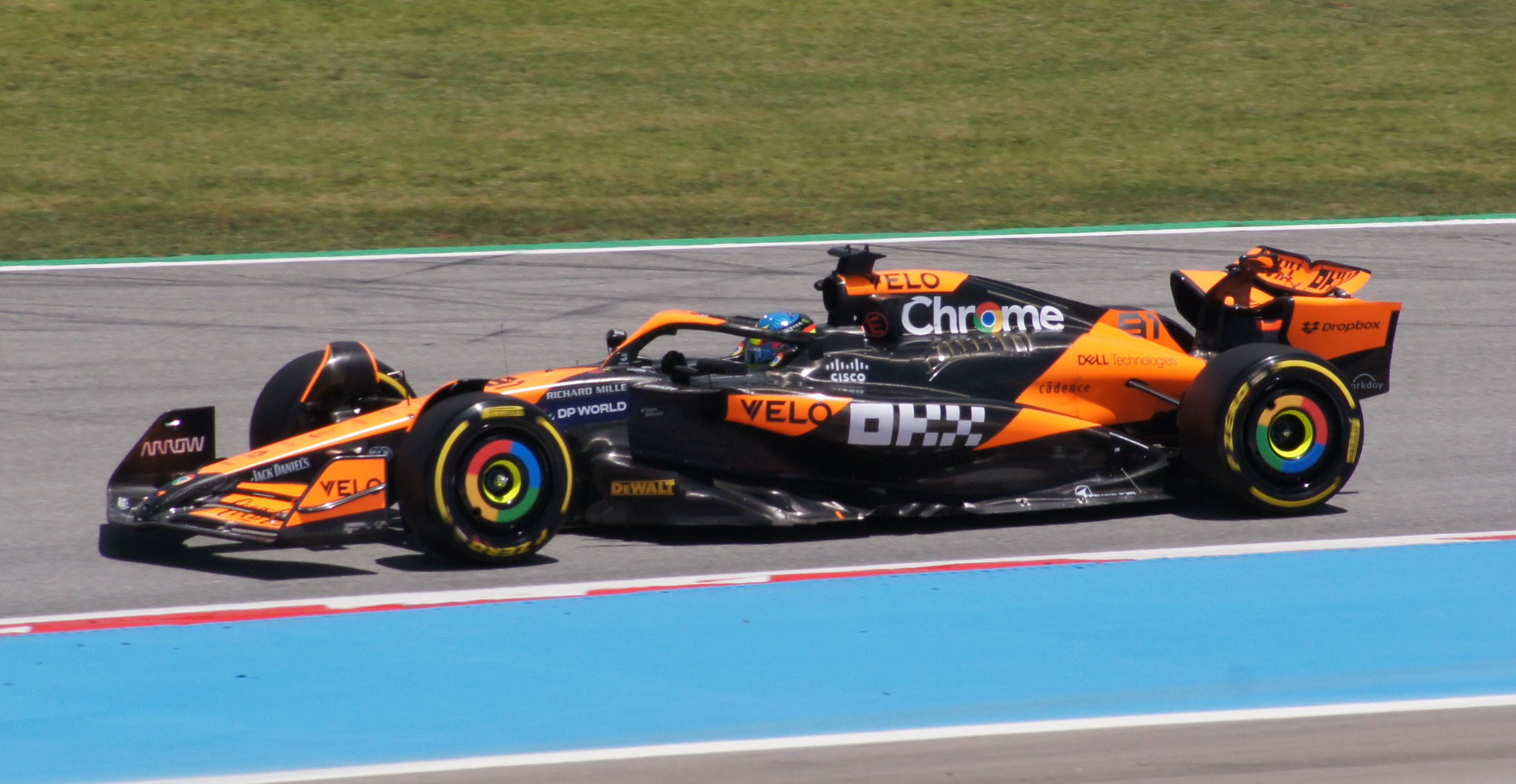
Oscar Piastri au Grand Prix d'Espagne 2024.

- Oliver Bearman, pilote d'essai pour Haas F1 Team, remplace Nico Hülkenberg lors de cette séance ; il réalise le dix-neuvième temps[4].
- À vingt minutes du terme de la séance, le drapeau rouge est brièvement brandi lorsque Fernando Alonso perd un élément d'aileron avant en passant sur le vibreur extérieur du virage no 9 ; l'aileron frappe le halo de la monoplace puis retombe sur la piste, en pleine trajectoire[5].

### Deuxième séance, le vendredi de 17 h à 18 h

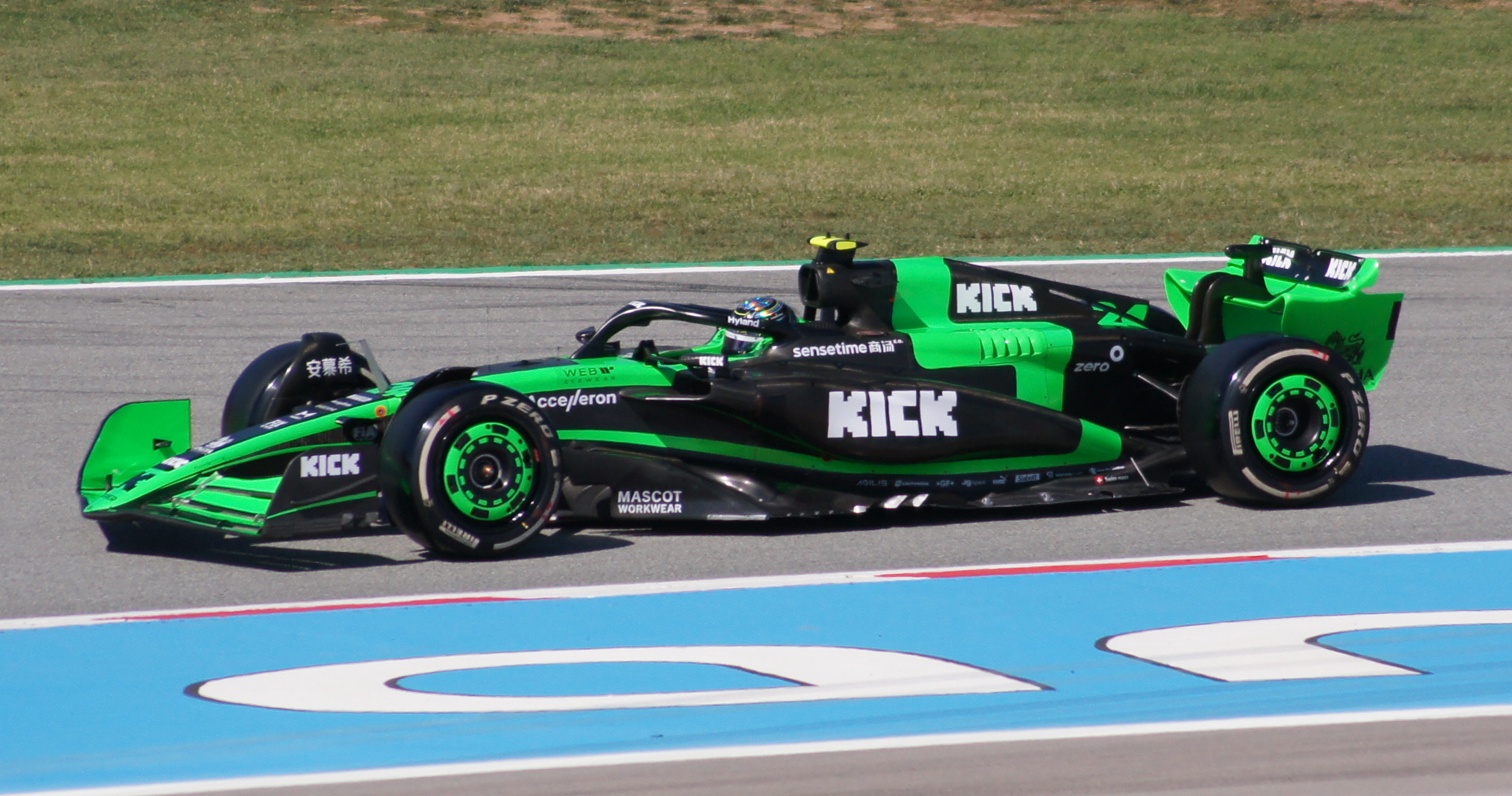
Zhou Guanyu au Grand Prix d'Espagne 2024.

| Pos. | Pilote           | Voiture             | Chrono         | Écart     |
| ---- | ---------------- | ------------------- | -------------- | --------- |
| 1    | Lewis Hamilton   | Mercedes            | 1 min 13 s 264 |           |
| 2    | Carlos Sainz Jr. | Ferrari             | 1 min 13 s 286 | + 0 s 022 |
| 3    | Lando Norris     | McLaren-Mercedes    | 1 min 13 s 319 | + 0 s 055 |
| 4    | Pierre Gasly     | Alpine-Renault      | 1 min 13 s 443 | + 0 s 179 |
| 5    | Max Verstappen   | Red Bull-Honda RBPT | 1 min 13 s 504 | + 0 s 240 |
| 6    | Charles Leclerc  | Ferrari             | 1 min 13 s 597 | + 0 s 333 |

### Troisième séance, le samedi de 12 h 30 à 13 h 30

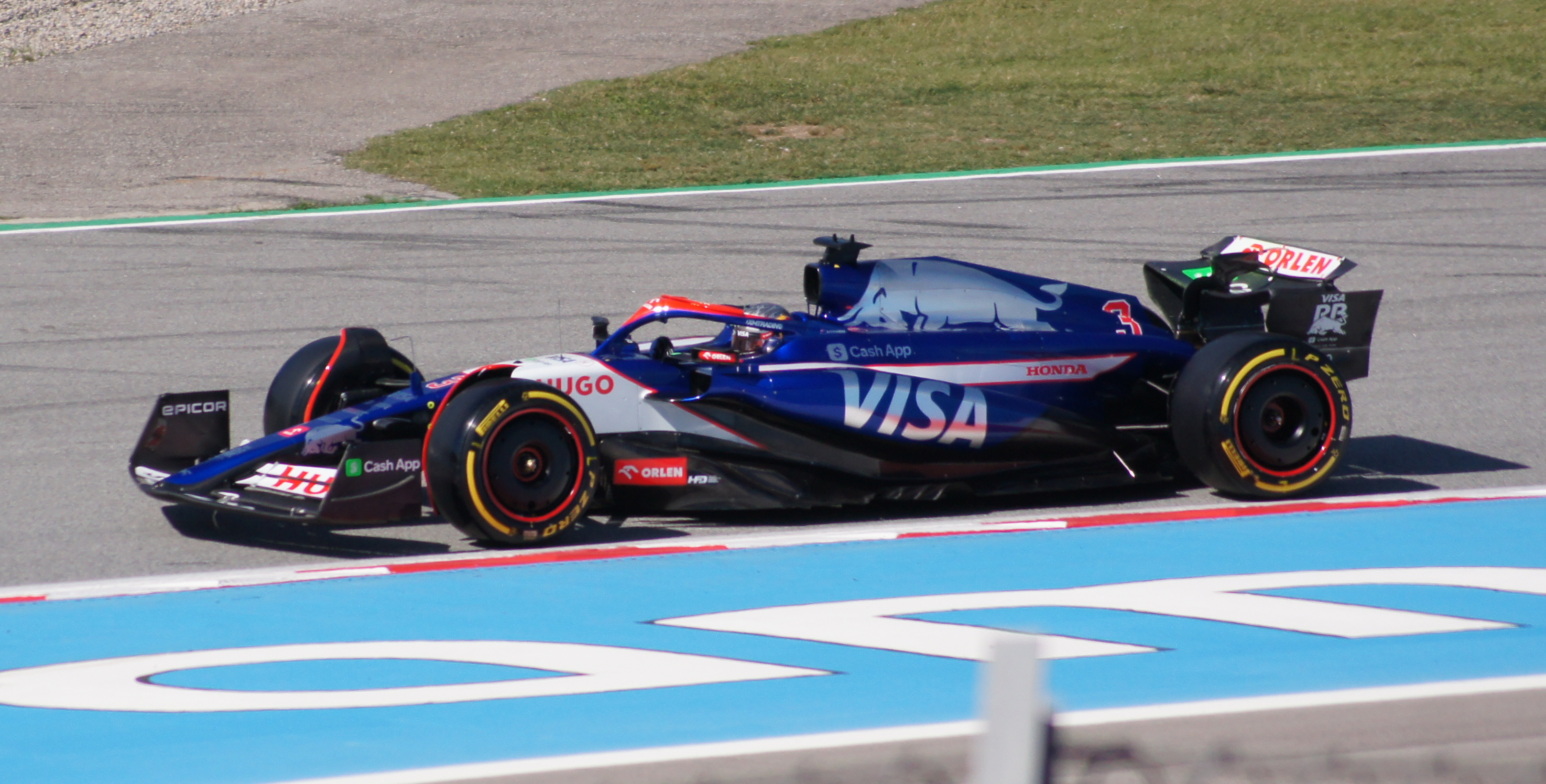
Daniel Ricciardo au Grand Prix d'Espagne 2024.

| Pos. | Pilote           | Voiture             | Chrono         | Écart     |
| ---- | ---------------- | ------------------- | -------------- | --------- |
| 1    | Carlos Sainz Jr. | Ferrari             | 1 min 13 s 013 |           |
| 2    | Lando Norris     | McLaren-Mercedes    | 1 min 13 s 043 | + 0 s 030 |
| 3    | Charles Leclerc  | Ferrari             | 1 min 13 s 050 | + 0 s 037 |
| 4    | Max Verstappen   | Red Bull-Honda RBPT | 1 min 13 s 087 | + 0 s 074 |
| 5    | George Russell   | Mercedes            | 1 min 13 s 164 | + 0 s 151 |
| 6    | Lewis Hamilton   | Mercedes            | 1 min 13 s 359 | + 0 s 346 |

## Séance de qualification

### Résultats des qualifications
| Pos. | Pilote           | Écurie                  | Qualifications 1 | Qualifications 2 | Qualifications 3 |
| --- | ---------------- | ----------------------- | ---------------- | ---------------- | ---------------- |
| 1 | Lando Norris     | McLaren-Mercedes        | 1 min 12 s 386   | 1 min 11 s 872   | 1 min 11 s 383   |
| 2 | Max Verstappen   | Red Bull-Honda RBPT     | 1 min 12 s 306   | 1 min 11 s 653   | 1 min 11 s 403   |
| 3 | Lewis Hamilton   | Mercedes                | 1 min 12 s 143   | 1 min 11 s 792   | 1 min 11 s 701   |
| 4 | George Russell   | Mercedes                | 1 min 12 s 456   | 1 min 11 s 812   | 1 min 11 s 703   |
| 5 | Charles Leclerc  | Ferrari                 | 1 min 12 s 257   | 1 min 12 s 038   | 1 min 11 s 731   |
| 6 | Carlos Sainz Jr. | Ferrari                 | 1 min 12 s 403   | 1 min 11 s 874   | 1 min 11 s 736   |
| 7 | Pierre Gasly     | Alpine-Renault          | 1 min 12 s 651   | 1 min 12 s 079   | 1 min 11 s 857   |
| 8 | Sergio Pérez     | Red Bull-Honda RBPT     | 1 min 12 s 477   | 1 min 12 s 054   | 1 min 12 s 061   |
| 9 | Esteban Ocon     | Alpine-Renault          | 1 min 12 s 691   | 1 min 12 s 109   | 1 min 12 s 125   |
| 10 | Oscar Piastri    | McLaren-Mercedes        | 1 min 12 s 460   | 1 min 12 s 011   | Pas de temps     |
| 11 | Fernando Alonso  | Aston Martin-Mercedes   | 1 min 12 s 505   | 1 min 12 s 128   |                  |
| 12 | Valtteri Bottas  | Kick Sauber-Ferrari     | 1 min 12 s 758   | 1 min 12 s 227   |                  |
| 13 | Nico Hülkenberg  | Haas-Ferrari            | 1 min 12 s 708   | 1 min 12 s 310   |                  |
| 14 | Lance Stroll     | Aston Martin-Mercedes   | 1 min 12 s 881   | 1 min 12 s 372   |                  |
| 15 | Zhou Guanyu      | Kick Sauber-Ferrari     | 1 min 12 s 880   | 1 min 12 s 738   |                  |
| 16 | Kevin Magnussen  | Haas-Ferrari            | 1 min 12 s 937   |                  |                  |
| 17 | Yuki Tsunoda     | Racing Bulls-Honda RBPT | 1 min 12 s 985   |                  |                  |
| 18 | Daniel Ricciardo | Racing Bulls-Honda RBPT | 1 min 13 s 075   |                  |                  |
| 19 | Alexander Albon  | Williams-Mercedes       | 1 min 13 s 153   |                  |                  |
| 20 | Logan Sargeant   | Williams-Mercedes       | 1 min 13 s 509   |                  |                  |
| Temps minimal à réaliser pour la qualification : 1 min 17 s 193 (107 % du meilleur temps en Q1 : 1 min 12 s 143) |                  |                         |                  |                  |                  |

### Grille de départ
- Pour être reparti en piste après avoir détruit son aileron arrière lors de son crash du 51e tour à Montréal, Sergio Pérez qui, ce faisant, a « perdu de nombreuses pièces en fibre de carbone durant sa route vers les stands », est pénalisé d'un recul de trois places sur la grille de départ ; auteur du huitième temps, il s'élance onzième[10] ;
- Logan Sargeant est pénalisé d'un recul de trois places sur la grille pour avoir gêné Lance Stroll lors de la première phase des qualifications ; auteur du vingtième et dernier temps, cette pénalité ne change rien à sa position sur la grille[11].
- Alexander Albon, auteur du dix-neuvième temps, est pénalisé d'un départ depuis la voie des stands pour le changement de pièces de son moteur durant la procédure de parc fermé[12].

## Course

### Classement de la course
| Pos. | no | Pilote           | Écurie                  | Tours | Temps/Abandon                                     | Grille  | Points |
| ---- | -- | ---------------- | ----------------------- | ----- | ------------------------------------------------- | ------- | ------ |
| 1    | 1  | Max Verstappen   | Red Bull-Honda RBPT     | 66    | 1 h 28 min 20 s 227 (208,682 km/h)                | 2       | 25     |
| 2    | 4  | Lando Norris     | McLaren-Mercedes        | 66    | + 2 s 219                                         | 1       | 18 + 1 |
| 3    | 44 | Lewis Hamilton   | Mercedes                | 66    | + 17 s 790                                        | 3       | 15     |
| 4    | 63 | George Russell   | Mercedes                | 66    | + 22 s 320                                        | 4       | 12     |
| 5    | 16 | Charles Leclerc  | Ferrari                 | 66    | + 22 s 709                                        | 5       | 10     |
| 6    | 55 | Carlos Sainz Jr. | Ferrari                 | 66    | + 31 s 760                                        | 6       | 8      |
| 7    | 81 | Oscar Piastri    | McLaren-Mercedes        | 66    | + 33 s 760                                        | 9       | 6      |
| 8    | 10 | Sergio Pérez     | Red Bull-Honda RBPT     | 66    | + 59 s 524                                        | 7       | 4      |
| 9    | 11 | Pierre Gasly     | Alpine-Renault          | 66    | + 1 min 02 s 025                                  | 11      | 2      |
| 10   | 31 | Esteban Ocon     | Alpine-Renault          | 66    | + 1 min 11 s 889                                  | 8       | 1      |
| 11   | 27 | Nico Hülkenberg  | Haas-Ferrari            | 66    | + 1 min 19 s 215 (dont 5 s de pénalité)           | 13      |        |
| 12   | 14 | Fernando Alonso  | Aston Martin-Mercedes   | 65    | + 1 tour                                          | 10      |        |
| 13   | 24 | Zhou Guanyu      | Kick Sauber-Ferrari     | 65    | + 1 tour                                          | 15      |        |
| 14   | 18 | Lance Stroll     | Aston Martin-Mercedes   | 65    | + 1 tour                                          | 14      |        |
| 15   | 3  | Daniel Ricciardo | Racing Bulls-Honda RBPT | 65    | + 1 tour                                          | 18      |        |
| 16   | 77 | Valtteri Bottas  | Kick Sauber-Ferrari     | 65    | + 1 tour                                          | 12      |        |
| 17   | 20 | Kevin Magnussen  | Haas-Ferrari            | 65    | + 1 tour (dont 5 s de pénalité purgées en course) | 16      |        |
| 18   | 23 | Alexander Albon  | Williams-Mercedes       | 65    | + 1 tour                                          | Pitlane |        |
| 19   | 22 | Yuki Tsunoda     | Racing Bulls-Honda RBPT | 65    | + 1 tour (dont 5 secondes de pénalité)            | 17      |        |
| 20   | 2  | Logan Sargeant   | Williams-Mercedes       | 64    | + 2 tours                                         | 19      |        |

### Pole position et record du tour
- Pole position :  Lando Norris (McLaren-Mercedes) en 1 min 11 s 383 (234,863 km/h)[15].
- Meilleur tour en course :  Lando Norris (McLaren-Mercedes) en 1 min 17 s 115 (217,405 km/h) cinquante-et-unième tour ; second de l'épreuve, il remporte le point bonus associé[16].

### Tours en tête
- George Russell (Mercedes) :  2 tours (1-2)[17] ;
- Max Verstappen (Red Bull-Honda RBPT) :  55 tours (3-17 / 24-44 / 48-66) ;
- Lando Norris (McLaren-Mercedes) :  9 tours (18-23 / 45-47).

## Classements généraux à l'issue de la course
| Pos. | Pilote           | Écurie                  | Points |
| ---- | ---------------- | ----------------------- | ------ |
| 1    | Max Verstappen   | Red Bull-Honda RBPT     | 219    |
| 2    | Lando Norris     | McLaren-Mercedes        | 150    |
| 3    | Charles Leclerc  | Ferrari                 | 148    |
| 4    | Carlos Sainz Jr. | Ferrari                 | 116    |
| 5    | Sergio Pérez     | Red Bull-Honda RBPT     | 111    |
| 6    | Oscar Piastri    | McLaren-Mercedes        | 87     |
| 7    | George Russell   | Mercedes                | 81     |
| 8    | Lewis Hamilton   | Mercedes                | 70     |
| 9    | Fernando Alonso  | Aston Martin-Mercedes   | 41     |
| 10   | Yuki Tsunoda     | Racing Bulls-Honda RBPT | 19     |
| 11   | Lance Stroll     | Aston Martin-Mercedes   | 17     |
| 12   | Daniel Ricciardo | Racing Bulls-Honda RBPT | 9      |
| 13   | Oliver Bearman   | Ferrari                 | 6      |
| 14   | Nico Hülkenberg  | Haas-Ferrari            | 6      |
| 15   | Pierre Gasly     | Alpine-Renault          | 5      |
| 16   | Esteban Ocon     | Alpine-Renault          | 3      |
| 17   | Alexander Albon  | Williams-Mercedes       | 2      |
| 18   | Kevin Magnussen  | Haas-Ferrari            | 1      |

| Pos. | Écurie                  | Points |
| ---- | ----------------------- | ------ |
| 1    | Red Bull-Honda RBPT     | 330    |
| 2    | Ferrari                 | 270    |
| 3    | McLaren-Mercedes        | 237    |
| 4    | Mercedes                | 151    |
| 5    | Aston Martin-Mercedes   | 58     |
| 6    | Racing Bulls-Honda RBPT | 28     |
| 7    | Alpine-Renault          | 8      |
| 8    | Haas-Ferrari            | 7      |
| 9    | Williams-Mercedes       | 2      |

## Statistiques
Le Grand Prix d'Espagne 2024 représente :
- la 2e pole position de Lando Norris[20] ;
- la 61e victoire de  Max Verstappen, sa septième cette saison[21] ;
- la 120e victoire pour Red Bull en tant que constructeur[22] ;
- la 28e victoire de Honda RBPT en tant que motoriste[23].

Au cours de ce Grand Prix :
- Lewis Hamilton monte sur le podium pour la 18e année consécutive[24] ;
- Mercedes obtient un podium pour la 30e année consécutive[25] ;
- Lando Norris est élu « pilote du jour » à l'issue d'un vote organisé sur le site officiel de la Formule 1[26] ;
- avec 106 podiums, Max Verstappen rejoint Alain Prost et Fernando Alonso au quatrième rang de ce classement[27] ;
- Lewis Hamilton passe la barre des 4 700 points inscrits en Formule 1 (4 709,5 points)[28] ;
- Max Verstappen passe la barre des 2 800 points inscrits en Formule 1 (2 805,5 points)[29] ;
- la 1111e course de l'histoire du championnat du monde est remportée par le no 1 et Sergio Pérez, qui arbore le no 11, s'est qualifié en 11e position et porte son compteur à 111 points à l'issue de l'épreuve[30]
- Vitantonio Liuzzi (80 départs en Grands Prix entre 2005 et 2011, 26 points inscrits) est nommé conseiller par la FIA pour aider dans leurs jugements le groupe des commissaires de course[31].